# Tacoma Corona
La Tacoma Corona è una struttura geologica della superficie di Venere.